# Serpiente (simbología)
En simbología, la Serpiente representa tanto la virilidad como la dulzura, la maldad, la astucia, la tentación y el peligro, dependiendo de la cultura en la que se use. A menudo es vista como una manifestación del mal, el diablo. En el folklore popular se la consideraba como animal maligno, astuto y traidor por excelencia. Su dualidad refleja la lucha entre el bien y el mal, donde el mal se convierte en un elemento esencial que, al final, permite que el bien resplandezca y triunfe. Esta moral contradictoria, en la que la corrupción afecta tanto al clero, como a obispos, papas y señores feudales, también simboliza un "negocio" del mal que perdura a lo largo del tiempo, tanto en el pasado como en la actualidad.
En algunas culturas, como la griega, (con el dios Asclepio y su bastón), la serpiente está asociada con la sanación y la sabiduría.